# Lekkoatletyka na Letnich Igrzyskach Olimpijskich 1924 – bieg na 10 000 m mężczyzn
Bieg na 10000 metrów mężczyzn był jedną z konkurencji lekkoatletycznych na Letnich Igrzyskach Olimpijskich 1924. Zawody odbyły się w dniu 6 lipca. W zawodach uczestniczyło 33 zawodników z 16 państw.

## Rekordy
| Rekord świata     | 30:35,4 | Ville Ritola       | Helsinki (FIN)  | 25 maja 1924 |
| Rekord olimpijski | 31:20,8 | Hannes Kolehmainen | Sztokholm (SWE) | 8 lipca 1912 |

## Wyniki
| Miejsce | Zawodnik            | Czas       |
| ------- | ------------------- | ---------- |
| 1       | Ville Ritola        | 30:23,2 WR |
| 2       | Edvin Wide          | 30:55,2    |
| 3       | Eero Berg           | 31:43,0    |
| 4       | Väinö Sipilä        | 31:50,2    |
| 5       | Ernest Harper       | 31:58,0    |
| 6       | Halland Britton     | 32:06,0    |
| 7       | Guillaume Tell      | 32:12,0    |
| 8       | Earl Johnson        | 32:17,0    |
| 9       | Robert Marchal      | 32:33,0    |
| 10      | Artūrs Motmillers   | 32:44,0    |
| 11      | Henri Lauvaux       | 32:48,0    |
| 12      | Gaston Heuet        | 32:52,0    |
| 13      | Sven Thuresson      | b.d.       |
| 14      | Charles Clibbon     | b.d.       |
| 15      | John Gray           | b.d.       |
| 16      | Sidon Ebeling       | b.d.       |
| –       | Eddie Webster       | DNF        |
| –       | Gösta Bergström     | DNF        |
| –       | Verne Booth         | DNF        |
| –       | Wayne Johnson       | DNF        |
| –       | Camiel Van de Velde | DNF        |
| –       | Anton Tsvetanov     | DNF        |
| –       | Vasil Venkov        | DNF        |
| –       | Pál Király          | DNF        |
| –       | John Ryan           | DNF        |
| –       | Pala Singh          | DNF        |
| –       | Carlo Speroni       | DNF        |
| –       | Vilis Cimmermanis   | DNF        |
| –       | Alberto Jarrín      | DNF        |
| –       | Vyron Athanasiadis  | DNF        |
| –       | Alexandros Kranis   | DNF        |
| –       | John Clarke         | DNF        |
| –       | Pedro Curiel        | DNF        |